# Potamonautes clarus
Potamonautes clarus is een krabbensoort uit de familie van de Potamonautidae. De wetenschappelijke naam van de soort is voor het eerst geldig gepubliceerd in 2000 door Gouws, Stewart & Coke.